# Bail à rente
Pour les articles homonymes, voir Bail.
Du XVe au XVIIIe siècle, le bail à rente (encore appelé bail à rente foncière ou bail d'héritage, ce dernier mot ayant ici le sens de « bien foncier ») est un contrat d’aliénation d’un immeuble (généralement une terre ou une maison) sur lequel le bailleur se réserve le droit de percevoir une partie des revenus, sous la forme d’une redevance (la rente) annuelle et perpétuelle. 
Les baux à rente foncière furent abandonnés à la Révolution, mais l’amortissement de ceux conclus antérieurement se poursuivit pendant les premières décennies du XIXe siècle.

## Caractères du bail à rente
Les dispositions applicables au bail à rente sont réglées par les différentes coutumes locales, mais, d’une province à l’autre, ce type de contrat présente de nombreux points communs. Le bail à rente ne confère pas au preneur la propriété pleine et entière de l’immeuble. Le preneur (et, éventuellement, après lui, ses héritiers et ayant cause, puisque le contrat est en principe perpétuel) ne peut en jouir que dans la mesure où il verse chaque année une redevance fixe, établie par le bail. La rente foncière est attachée au fonds aliéné, et non à la personne de son détenteur. 
Le bail à rente est en fait intermédiaire entre la vente et la location, puisque l’ancien propriétaire ou ses ayants droit conservant un « droit éminent » peuvent alors considérer leur débiteur comme un locataire perpétuel. Le bail à rente n’est pas à proprement parler une vente, mais un échange, celui d’un bien immeuble contre le droit d’en percevoir une partie des revenus. Le bail à rente n’est assimilable à une certaine forme de vente que s’il donne lieu, lors de sa conclusion, au versement d’une somme déterminée (les « deniers d’entrée »), versée une fois pour toutes, en plus de la rente annuelle et perpétuelle, cas relativement fréquent au XVIe siècle. Dans les faits, le preneur jouit de prérogatives assimilables à celles du propriétaire au sens actuel du terme, tant que ses obligations sont remplies. Il peut transmettre le bien pris à bail à ses héritiers, l’immeuble pouvant alors être partagé, ce qui a pour conséquence de fractionner la rente dans les mêmes proportions. Le preneur peut également vendre purement et simplement le bien obtenu par bail à rente, mais sa valeur se trouve alors diminuée d’un montant correspondant à la rente. 

## La rente
La rente, qui constitue le prix à payer pour jouir de l’immeuble, est fixée en nature (une certaine quantité de mesures de blé ou de seigle pour un champ, de briques pour une briqueterie, etc.) ou en numéraire, ou pour partie en nature, et pour partie en argent, la répartition entre les deux étant alors définie avec précision. Sa nature et son montant, fixés lors du contrat, sont impossibles à modifier quoi qu’il arrive. Les arrérages de la rente, c’est-à-dire son montant annuel, doivent être versés chaque année à une date fixée par le contrat, généralement une fête religieuse (Pâques, Noël, la Toussaint, la Saint-Michel, etc.). 
Si le bail à rente est en principe conclu à perpétuité, il peut toutefois, sauf convention contraire, y être mis fin à tout moment. Cette possibilité n’est offerte qu’au preneur ou à ses successeurs (alors que le bailleur ne peut pas reprendre son bien s’il le souhaite), en versant, en un seul paiement, vingt fois le montant annuel de la rente. On dit alors qu’elle est amortie, et cet amortissement donne lieu à la rédaction d’un acte notarié.
Lors d’un changement de personne consécutif à un règlement de succession ou à une vente de l’immeuble, aussi bien du côté du preneur que du bailleur, le successeur du preneur doit reconnaître ses obligations envers le bailleur ou le successeur de ce dernier. Il est alors passé devant notaire un acte de reconnaissance de rente, encore appelé acte de reconnaissance d’hypothèque ou « titre nouvel ». 
Au fil des temps, la rente initiale peut, de génération en génération, se trouver fractionnée en de multiples éléments, dont certains peuvent être insignifiants, mais qui n’en sont pas moins perçus régulièrement, et qui donnent toujours lieu à reconnaissance d’hypothèque en cas de mutation d’un côté ou de l’autre. 

## Les garanties pour le bailleur
Alors que le bailleur ou ses successeurs ne peuvent reprendre le bien aliéné, ils bénéficient par contre de certaines garanties. Tout d’abord, le preneur est obligé de maintenir en l’état et d’entretenir l’immeuble sur lequel pèse la rente (de telle sorte qu’il puisse « valoir ladite rente et mieux » disent certains contrats) et qui en constitue la garantie. En outre, si la rente n’a pas été versée pendant trois années consécutives ou si le preneur ne remplit pas ses obligations (par exemple ne pas avoir défriché telle superficie de broussailles, ou planté une vigne, alors que le contrat le prévoyait) le bailleur peut reprendre purement et simplement le bien aliéné, sans que le preneur puisse prétendre à un dédommagement quelconque. Cette disposition peut se révéler redoutable en cas de catastrophe naturelle (gel extraordinaire, inondation, etc.). 

## Avantages du bail à rente pour l'économie rurale
Le bail à rente présente des avantages aussi bien pour le bailleur (généralement un bourgeois de la ville voisine) que pour le preneur (habituellement un paysan), ce qui explique son succès lors de la remise en valeur des campagnes après la guerre de Cent Ans, à la fin du XVe siècle, et les guerres de religion du XVIe siècle. Au bailleur, le bail à rente assure un revenu indexé sur les prix (puisque constitué par une part fixe de récolte) tout en le déchargeant dans l’immédiat de tous frais d’investissement. Il offre une grande sécurité puisque si le preneur est défaillant, l’immeuble fait retour au bailleur. Le paysan y trouve également des avantages. Dépourvu généralement de capitaux, il peut ainsi parvenir à la quasi propriété du bien qu’il exploite aussi longtemps qu’il peut verser la rente, avec possibilité de transmettre ce bien à ses héritiers. Il prend cependant des risques, en cas de mauvaises récoltes consécutives, de destructions dues aux guerres ou, parfois, de catastrophes naturelles (inondations au voisinage des cours d’eau). 
Les baux à rente, nombreux dans les minutes notariales de l’Ancien Régime, tout particulièrement au XVIe siècle, constituent une masse documentaire de première importance notamment pour la connaissance de la vie rurale.  

## En droit québécois
Le bail à rente est défini à l'article 1802 du Code civil du Québec comme étant « le contrat par lequel le bailleur transfère la propriété d’un immeuble moyennant une rente foncière que le preneur s’oblige à payer.
La rente est payable en numéraire ou en nature; les redevances sont dues à la fin de chaque année et elles sont comptées à partir de la constitution de la rente ». Les articles 1802 à 1805 décrivent le bail à rente.